# 大道寺一経
大道寺 一経（だいどうじ かずつね）は、江戸時代中期の弘前藩士。

## 生涯
享保21年（1736年）、家督1600石を継いだ。明和7年（1770年）には城代となる。当時、弘前藩の財政は非常に困窮しており、一経は家禄の少ない下級武士に自らの家禄を分け与えることを進言し、その結果、半知召し上げとなった。そのため、世間は大いに一経を称賛した。
安永元年（1772年）、隠居した。その後は俳人として過ごした。